# Guido Piovene
Guido Piovene (Vicenza, 27 de julio de 1907 - Londres, 12 de noviembre de 1974) fue un escritor y periodista italiano.

## Biografía
Pertenecía a una familia noble de Vicenza, los Piovene, y fue hijo único de Francesco y Stefania di Valmarana. Se doctoró en Filosofía con una tesis sobre Giambattista Vico en la Universidad Estatal de Milán, donde conoció al filósofo Eugenio Colorni. Ingresó en el fascismo y empezó con rapidez una carrera en el periodismo. Primero en Il Convegno y otras prestigiosas revistas florentinas dirigidas por Ugo Ojetti, Pegaso y Pan, y fue corresponsal en Alemania del periódico L'Ambrosiano. Más tarde pasó al Corriere della Sera, donde trabajó como corresponsal extranjero en Londres y París; también se encargó de las críticas cinematográficas del periódico en las varias ocasiones en que viajó al Festival de Cine de Venecia.
En el periódico lombardo conoció a Dino Buzzati, Orio Vergani e Indro Montanelli. En ese momento, la entusiasta crítica que el periodista, un notable observador del mundo comunista, hizo del libelo antisemita Contra judaeos de Telesio Interlandi causó escándalo y esto le costó su amistad con Eugenio Colorni. Sin embargo, participó en la resistencia partisana antifascista con el Movimiento Comunista de Italia, también conocido como Bandiera Rossa. Y, según la hija de Felice Chilanti, incluso escribió los estatutos para su asociación juvenil COBA (llamada así en homenaje al seudónimo juvenil de Iósif Stalin). Tras haberse reconciliado en la posguerra con Colorni, Piovene abjuró de sus posiciones racistas anteriores en sus ficticias memorias La coda di paglia. 
Más tarde trabajó en Solaria, Pan, Il Tempo y La Stampa, donde continuó su trabajo como corresponsal primero en los Estados Unidos de América y luego en Moscú. En 1931 publicó sus primeras historias en La vedova Allegra / La viuda Allegra, impresas por los hermanos Buratti. Piovene tardó diez años en imprimir su segundo trabajo, la novela epistolar Cartas de una novicia.

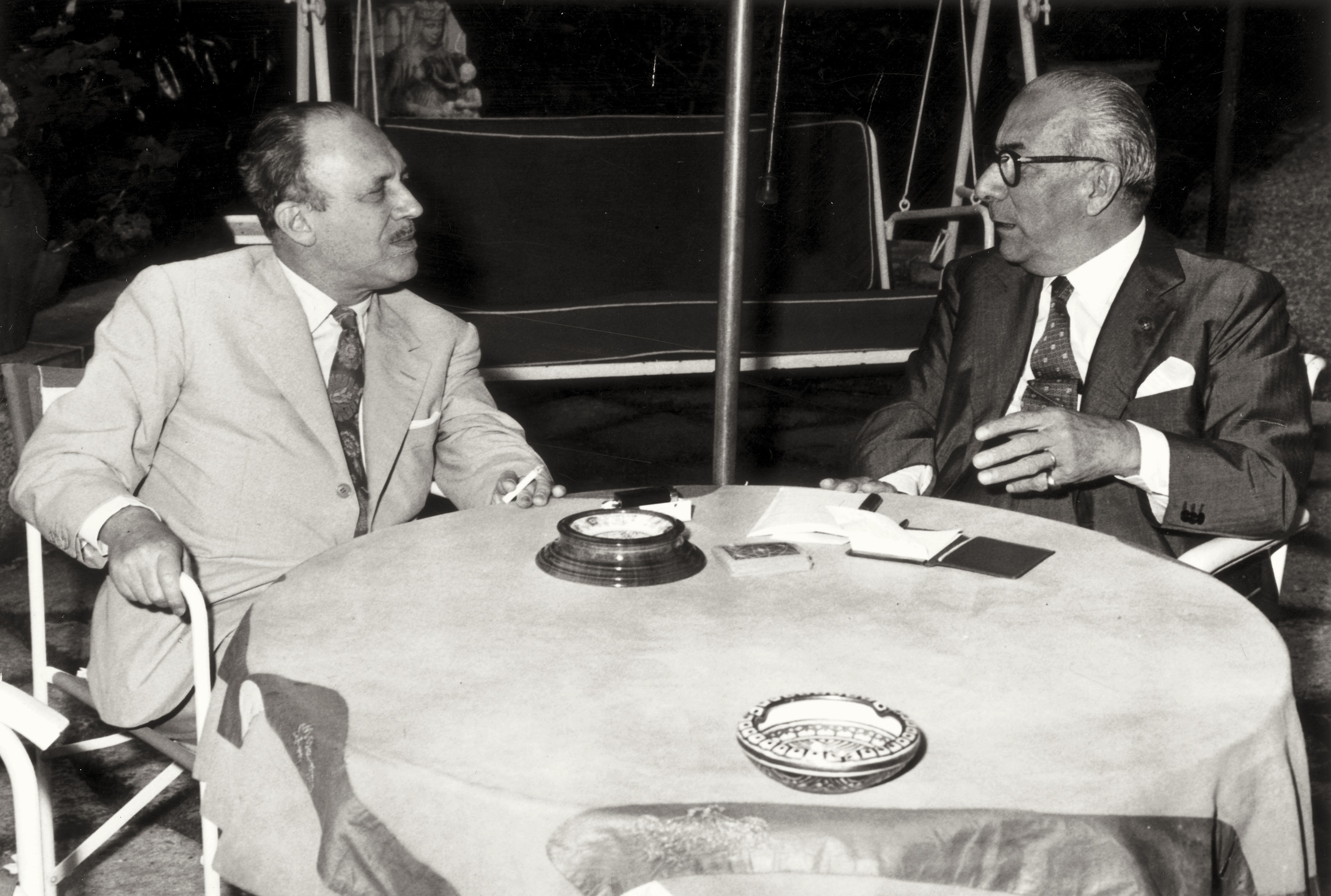
Guido Piovene (a la izquierda) con el editor Arnoldo Mondadori

Más tarde, la producción de Piovene se orientó hacia el libro de viajes: imprimió De America en 1953 como resultado de un viaje de 32.000 kilómetros a través de 38 estados de EE. UU. junto con su esposa Mimy, en un automóvil Buick; siguió luego un Viaggio en Italia (1957), la guía literaria más famosa del país durante el auge económico, originada por un programa de radio de la RAI que Piovene realizó desde 1953 a 1956, cubriendo el territorio de norte a sur y contando las "cosas vistas". Piovene se dio cuenta de los formidables cambios que se estaban operando en Italia, desde la rápida industrialización al tumultuoso y caótico crecimiento urbano:
«Mientras caminaba por Italia y escribía tras cada parada cuanto acababa de ver, la situación ya había cambiado en parte detrás de mí... Las industrias cerraron, otras abrieron; prefectos y alcaldes se fueron; nacieron nuevas provincias [...] En ningún otro país se habría permitido, como nosotros permitimos, asaltar y desfigurar ciudades y campos según los intereses y caprichos de un día»
Para Indro Montanelli, "su Viaje a Italia debería ser imprescindible en las escuelas italianas; tal es la profundidad y nitidez de su indagación dentro de los pliegues y heridas de nuestro país"
Regresó a la narrativa en 1963 con Le furie, un novedoso intento que es la crónica de su regreso a Vicenza y su confrontación con los personajes fantasmales ("furias" de hecho) de su propio pasado. Diez años después del Viaje a Italia, también publicó Madame Francia y Las personas que perdieron Jerusalén. En 1968 regresó a Venecia como presidente del jurado del Festival Internacional de Cine. Con su novela de 1970 Las estrellas frías logró una máxima introspección en los personajes, mientras que una trama marchita forma el telón de fondo de un análisis muy fino de la moralidad. El libro recibió el premio Strega. En el mismo año le diagnosticaron esclerosis lateral amiotrófica y esta enfermedad lo condujo a la muerte cuatro años después en una clínica neurológica de Londres, ciudad donde trabajaba como corresponsal. Sin embargo se animó a salir de La Stampa para, con Indro Montanelli y otros, fundar Il Giornale Nuovo, publicado desde el 24 de junio de 1974; dirigió su comité editorial. Cinco meses después murió.
Si hay un denominador común que unifica todas las novelas de Piovene es la búsqueda de las causas y consecuencias de las tendencias hacia el mal, la negatividad y la destrucción por parte del individuo, de los grupos y de la sociedad.

## Obras

### Narrativa
- Opere narrative, 2 vols. 1976 y 2013.
- La Vedova Allegra / La viuda Allegra (1931)
- Lettere di una novizia / Cartas de una novicia (1941)
- La Gazzetta Nera. Romanzo / La prensa negra. Novela (1943)
- Pietà contro pietà / Piedad contra piedad (1946)
- I falsi redentori / Los falsos redentores (1949)
- La Glano (1949)
- Le Furie (1963)
- Le stelle fredde / Las estrellas frías (1970), premio Strega
- Il Nonno Tigre (favole) (1972); fábulas para niños.
- Verità e Menzogna. Romanzo / Verdad y mentira. Novela (1975)
- Inverno d'un Uomo Felice. Racconti / Invierno de un hombre feliz. Relatos (1977)
- Romanzo Americano. Lettere tra fidanzati. Premessa di Mimy R. Piovene. Novela y 15 relatos (1979)
- Spettacolo di mezzanotte. Racconti / Espectáculos de medianoche. Relatos (1984)
- Il Ragazzo di Buona Famiglia / El muchacho de buena familia (1998), novela póstuma escrita en el otoño-invierno de 1928-1929.
- Inferno e Paradiso. Racconti (1929-1931) / Infierno y Paraíso. Relatos (1929-1931) (1999)

### Libros de viajes
- De America (1953)
- Viaggio in Italia (1957).
- Retour de Russie (1960).
- Madame la France (1966).
- La Gente che perdé Gerusalemme. Cronache dal Medio Oriente / La gente que perdió Jerusalén. Crónicas de Oriente medio (1967).
- In Argentina e Perù (1965-1966) (2001)

### Otros
- Idoli e ragione / Ídolos y razones, colección de artículos aparecidos entre 1953 y 1973.
- Processo dell'Islam alla civiltà occidentale (1957).
- La coda di paglia (1962).
- Il Lettore controverso. Scritti di Letteratura / El lector controvertido. Escritos de literatura (2009).
- Saggi / Ensayos, 1986 vol. I; 1990, vol. II.
- «Falsità delle confessioni», Quasi un'autobiografia (2015).